# Prajawinangun Wetan
Prajawinangun Wetan is een bestuurslaag in het regentschap Cirebon van de provincie West-Java, Indonesië. Prajawinangun Wetan telt 3636 inwoners (volkstelling 2010).